# Jolleyn
Jolleyn (persiska: جلین) är en ort i Iran.   Den ligger i provinsen Khorasan, i den nordöstra delen av landet, 600 km öster om huvudstaden Teheran. Jolleyn ligger 974 meter över havet och antalet invånare är 467.
Terrängen runt Jolleyn är huvudsakligen platt, men norrut är den kuperad.Runt Jolleyn är det ganska glesbefolkat, med 29 invånare per kvadratkilometer. Närmaste större samhälle är Sabzevar, 17,3 km väster om Jolleyn. Omgivningarna runt Jolleyn är i huvudsak ett öppet busklandskap.